# Territoire national de Darién
1846–1886
Entités précédentes :
- Province de Panamá
- État souverain du Panama

Entités suivantes :
- département du Panama

Le territoire national de Darién est une division administrative créée en 1846 en république de Nouvelle-Grenade, puis supprimée en 1856. Il fut recréé en  1861 comme une partie des États-Unis de Colombie jusqu'à sa disparition définitive en 1886.

## Géographie
Le territoire national de Darién comprenait la partie orientale de l'actuel Panama, entre le golfe de San Miguel et l'océan Atlantique. Limité par les États souverains de Panama et de Cauca, il recouvrait le territoire actuel de la province de Darién, de la comarque Emberá-Wounaan et l'extrême est de la comarque Kuna Yala.

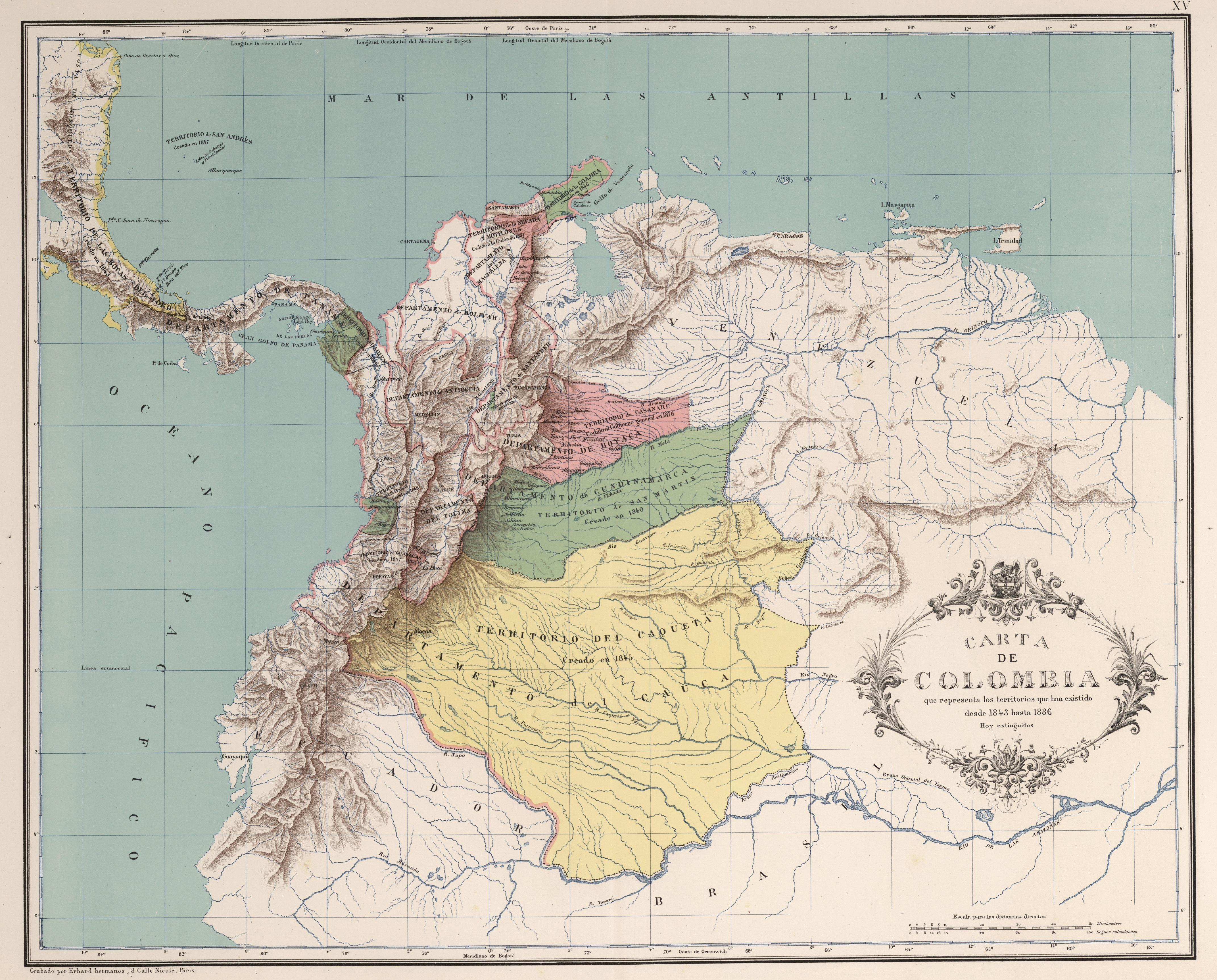
Carte représentant les territoires existants en Colombie entre 1843 et 1886.

## Politique

### États-Unis de Colombie
Bien qu'étant sous la juridiction de l'État souverain du Panama, l'administration du territoire national de Darién était à la charge du gouvernement fédéral.